# Cachoeira do Sul
Cachoeira do Sul je glavno mesto države Rio Grande do Sul v jugovzhodni Braziliji.
Mesto obsega 3765 km2, po podatkih iz leta 2006 pa ima več kot 90.000 prebivalcev, in predstavlja najbolj naseljeno mesto južne poloble. Ker se mesto naglo širi, se njegovo okrožje obravnava na dva načina. 